# Koceila Mammeri
Koceila Mammeri (ur. 23 lutego 1999 w Chambéry) – algierski badmintonista specjalizujący się grze podwójnej i w mikście, mistrz Afryki, olimpijczyk z Paryża 2024.

## Życie prywatne
Urodził się w Chambéry we Francji i z tym krajem jest związany - mieszka w Issy-les-Moulineaux i studiuje inżynierię w INSA Lyonie. Jego siostra Tanina Mammeri również jest badmintonistką i jego partnerką w mikście.

## Udział w zawodach międzynarodowych
| Impreza            | Rok  | Miejsce       | Konkurencja  | Partner(ka)        | Wynik       |                      |      |       |       |                |              |
| ------------------ | ---- | ------------- | ------------ | ------------------ | ----------- | -------------------- | ---- | ----- | ----- | -------------- | ------------ |
| Impreza            | Rok  | Miejsce       | Konkurencja  | Partner(ka)        | Wynik       | Igrzyska olimpijskie | 2024 | Paryż | mikst | Tanina Mammeri | faza grupowa |
| Mistrzostwa świata | 2021 | Huelva        | gra podwójna | b.d.               | 1/32 finału |                      |      |       |       |                |              |
| Mistrzostwa Afryki | 2017 | Benoni        | gra podwójna | Youcef Sabri Medel | 01 !        |                      |      |       |       |                |              |
| Mistrzostwa Afryki | 2018 | Algier        | mikst        | Linda Mazri        | 01 !        |                      |      |       |       |                |              |
| Mistrzostwa Afryki | 2019 | Port Harcourt | gra podwójna | Youcef Sabri Medel | 01 !        |                      |      |       |       |                |              |
| Mistrzostwa Afryki | 2019 | Port Harcourt | mikst        | Linda Mazri        | 01 !        |                      |      |       |       |                |              |
| Mistrzostwa Afryki | 2020 | Kair          | gra podwójna | Youcef Sabri Medel | 01 !        |                      |      |       |       |                |              |
| Mistrzostwa Afryki | 2020 | Kair          | mikst        | Linda Mazri        | 02 !        |                      |      |       |       |                |              |
| Mistrzostwa Afryki | 2021 | Kampala       | gra podwójna | Youcef Sabri Medel | 01 !        |                      |      |       |       |                |              |
| Mistrzostwa Afryki | 2021 | Kampala       | mikst        | Tanina Mammeri     | 01 !        |                      |      |       |       |                |              |
| Mistrzostwa Afryki | 2022 | Kampala       | gra podwójna | Youcef Sabri Medel | 01 !        |                      |      |       |       |                |              |
| Mistrzostwa Afryki | 2022 | Kampala       | mikst        | Tanina Mammeri     | 01 !        |                      |      |       |       |                |              |
| Mistrzostwa Afryki | 2023 | Benoni        | gra podwójna | Youcef Sabri Medel | 03 !        |                      |      |       |       |                |              |
| Mistrzostwa Afryki | 2023 | Benoni        | mikst        | Tanina Mammeri     | 01 !        |                      |      |       |       |                |              |
| Mistrzostwa Afryki | 2024 | Kair          | gra podwójna | Youcef Sabri Medel | 01 !        |                      |      |       |       |                |              |
| Mistrzostwa Afryki | 2024 | Kair          | mikst        | Tanina Mammeri     | 01 !        |                      |      |       |       |                |              |
| Mistrzostwa Afryki | 2025 | Duala         | gra podwójna | Youcef Sabri Medel | 01 !        |                      |      |       |       |                |              |
| Mistrzostwa Afryki | 2025 | Duala         | mikst        | Tanina Mammeri     | 01 !        |                      |      |       |       |                |              |